# Exèrcit de Tunísia
L'Exèrcit de Tunísia és la part de les Forces Armades de Tunísia que operen a terra. L'exèrcit és la part més important en nombre de les forces armades, i disposa de vint-i-set mil soldats en servei. Estan equipats amb material lleuger i 84 tancs principals de combat i 54 vehicles cuirassats lleugers.